# Pilašice
Pilašice (lat. Pristidae) su porodica riba iz reda pilaša, nadred poligača. Sastoji se od dva roda, jedan monotipičan, i ukupno sedam vrsta.
U Jadranu živi samo jedna vrsta, Pristis pristis, u narodu poznat kao pilan, zakon zaštićen.

## Rodovi
1. Familia Pristidae Bonaparte, 1835
  1. Anoxypristis White & Moy-Thomas, 1941
  2. Pristis Linck, 1790